# Lyngby församling
Lyngby församling var en församling i Lunds stift och i Lunds kommun. Församlingen uppgick 1995 i Genarps församling.

## Administrativ historik
Församlingen har medeltida ursprung. 
Församlingen var till 12 juni 1974 moderförsamling i pastoratet Lyngby och Genarp som mellan 1591 och 1 maj 1925 samt efter 1962 även omfattade Gödelövs församling. Från 12 juni 1974 till 1995 var den annexförsamling i pastoratet Genarp, Lyngby och Gödelöv. Församlingen uppgick 1995 i Genarps församling.

## Series pastorum
Lista över Lyngbys kyrkoherdar.
| Ämbetstid | Namn                     | Levnadstid | Kommentar |
| --------- | ------------------------ | ---------- | --------- |
| 1786–1801 | Wilhelm Fredrik Nibelius | 1754–1830  |           |

## Organister
| Verksam | Namn                 | Levnadstid | Övrigt |
| ------- | -------------------- | ---------- | ------ |
| 1935–   | Edner Ossian Hemborg | 1897–      | [ 3 ]  |

## Kyrkor
- Lyngby kyrka